# Maria Mazzarello
Maria Mazzarello (Maria Domenica Mazzarello) fou la co-fundadora juntament amb Sant Joan Bosco de les Filles de Maria Auxiliadora conegudes popularment com les Salesianes, la congregació femenina dels Salesians de Don Bosco.